# وضع الانسداح

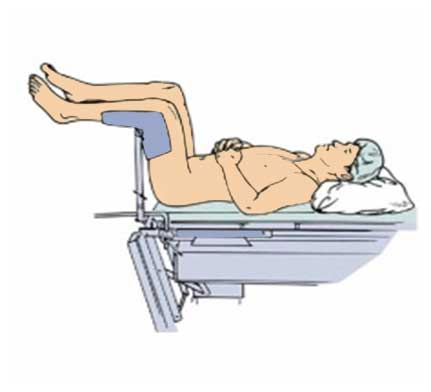
وضع الانسِداح

وَضع الانسِداح أو وضعية بَضعِ المثانة أو وضعية الشق الحصوي أو وضع استخراج الحصاة (بالإنجليزية: Lithotomy position) هو مُصطلح طبي يشير إلى الوضعية المُستعملة في الفحوصات الطبية والعمليات الجراحية في منطقة الحوض وأسفل البَطن، وتُعتبر هذه الوضعية شائعة في الدول الغربية أثناء عملية الولادة. يشمل وضع الانسداح رَفع القدمين فوق أو على مستوى الوركين (عادةً على ركاب)، كما يكون العجان بالقُرب من حافة طاولة الفحص. تم العثور على بعض الوثائق الطبية القَديمة المَعروفة تتحدث عن هذا الوَضع ومن ضمنها قسم أبقراط الطبي، حيثُ ذُكر أنَّ هذا الوضع تمت تسميته بعدَ العملية الجراحية القديمة لإزالة حصى الكلى وحصى المرارة وحصى المثانة عبر العجان. يُستخدم وضع الانسداح غالباً في عمليات الولادة، حيثُ يتم وضع المريض على ظهره مع ثني الرُكبتين بحيت تكونان أعلى من الوِركين، ويتم إبعاد الوركين عن بعضهما من خلال استخدام الركاب.
يُستخدم وضع الانسداح بشكل واسع، ويُعتبر من الأوضاع ذات الفوائد الواضحة، حيثُ يساعد هذا الوضع على توفير مدى بصري وجسدي جيد لمنطقة العجان، ويُستخدم هذا الوَضع في العديد من الإجراءات الطبية ابتداءاً من فحوصات الحوض البسيطة حتى الإجراءات والعمليات الجراحية والتي تتضمن الأعضاء التناسلية وَالبولية وَالهَضمية، وقد أظهرت بعض الدراسات والاكتشافات العِلمية أنهُ إلى جانب زيادة تلبية احتياجات المريض يَجب الاهتمام بالوضعية لما لها من آثار جسدية ونفسية على المريض أثناء العمليات الجراحية الطويلة وفحوصات الحوض، وأيضاً خصوصاً أثناء عملية الولادة.

## الاستخدام

### العمليات الجراحية ذات الفترات الطويلة
أظهرت بعض الدراسات وجود علاقة هامة بينَ العمليات الجراحية الطويلة لمريض اتخذ وضعية الانسداح وبينَ مضاعفات الدورة الدموية، وتُعرف باسم متلازمة الحيز، كما أنهُ من الممكن حدوث إصابات للعصب بسبب الضغط.

### الولادة
أظهرت مراجعة مؤسسة كوكرين بأنَّ وضع الانسداح ليس الوضع الأمثل لعملية الولادة، حيثُ بالرغم من أنهُ يوفر مدى بصري وجسدي أكبر وسهولة وصول للطبيب وَلكنه في نفس الوَقت يُضيق قناة الولادة بنسبة قد تصل إلى الثُلث، وأوصت المؤسسة الأمهات بأن يطلعنَّ على كافات أوضاع الولادة وتُقرر أي الأوضاع أكثر تناسباً وراحةً لها.

### فحوصات الحوض
ذكرت بعض التقارير أن بعض المرضى شعروا بفقدان السيطرة وزيادة قابلية الإصابة عند وضعهم بوضع الانسداح، والسبب في ذلك هو عدم إمكانيتهم رؤية المنطقة التي يتم فيها الفحص، لذلك تم إيجاد بعض الوضعيات الأُخرى لاستخدامها أثناء فحص المريض الواعي.

## روابط خارجية
- وضع الانسِداح. معلومات وبحوث حولَ استخدام وضع الانسداح في الولادة
- تأثير وضع الانسداح على تخدير العمود الفقري